# Kalisty
Kalisty (niem. Kallisten) – wieś w Polsce położona w województwie warmińsko-mazurskim, w powiecie olsztyńskim, w gminie Świątki. W latach 1975–1998 miejscowość administracyjnie należała do województwa olsztyńskiego. Przez wieś przebiega droga wojewódzka nr 530.

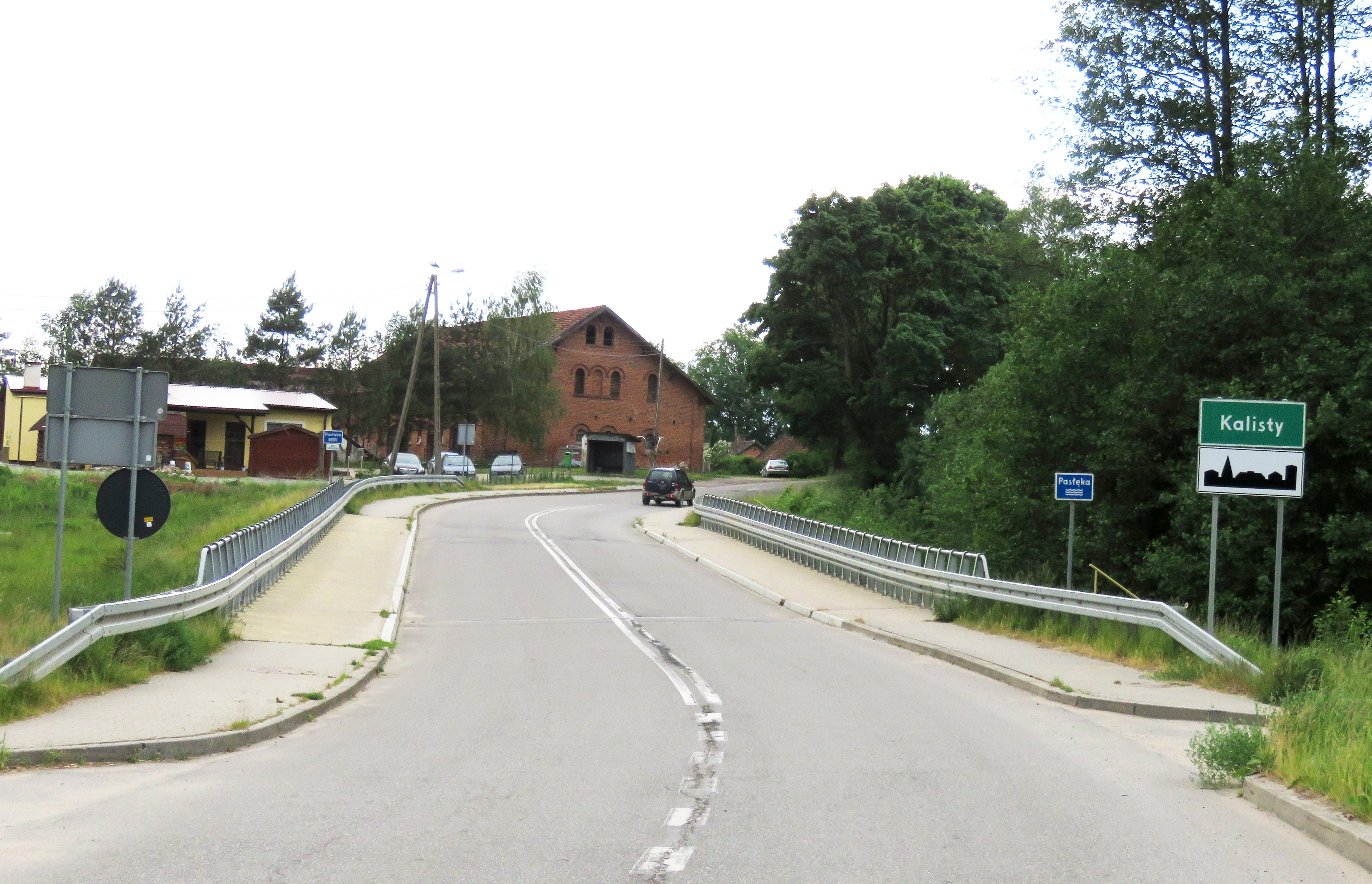

Wieś wzmiankowana w dokumentach z roku 141 i 1419, jako wieś pruska na 10 włókach. Pierwotna nazwa Colisten najprawdopodobniej wywodzi się od imienia Prusa – Colisty. W roku 1782 we wsi odnotowano11 domów (dymów), natomiast w 1858 w 12 gospodarstwach domowych było 190 mieszkańców. W latach 1937–39 było 353 mieszkańców. 
Od XVIII w. majątek należał do  rodu von der Groeben. Skromny dwór usytuowany w zakolu  rzeki Pasłęki. Parterowy, przykryty dachem naczółkowym. W elewacji frontowej ryzalit zwieńczony trójkątnym szczytem z okulusem w polu.